# ديفيد دافي شيلبي
ديفيد دافي شيلبي (بالإنجليزية: David Davie Shelby)‏ هو قاضي وسياسي أمريكي، ولد في 24 أكتوبر 1847 في مقاطعة ماديسون في الولايات المتحدة، وتوفي في 22 أغسطس 1914 في هنتسفيل في الولايات المتحدة. حزبياً، نشط في الحزب الديمقراطي. وقد انتخب قاضي محكمة الاستئناف الأمريكية للدائرة الاتحادية.